# Akaigawa
Akaigawa (japanska: 赤井川村?, Akaigawa-mura) är en landskommun (by) i Hokkaido prefektur i Japan.    